# Zlatá stoka (České Budějovice)

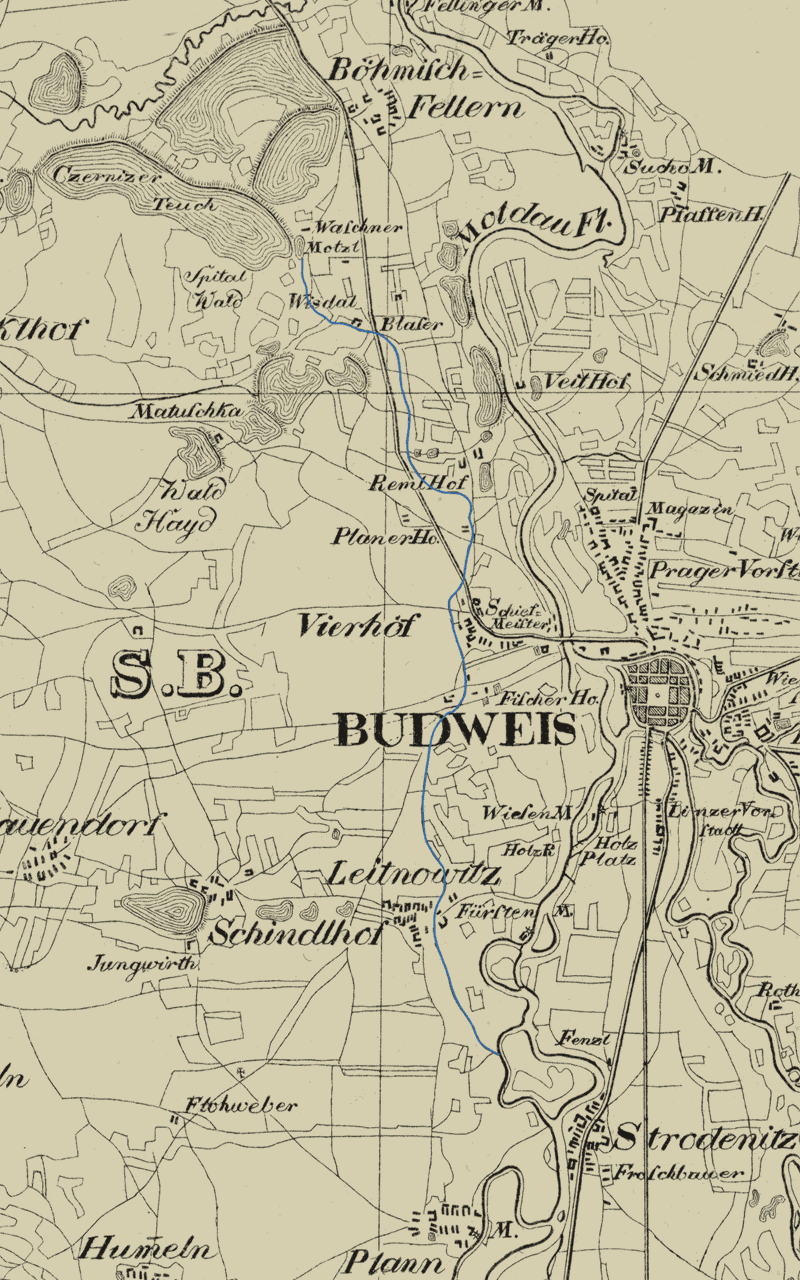
Zlatá stoka v roce 1829 (zvýrazněno modře)

Zlatá stoka v Českých Budějovicích je vodní dílo, které sloužilo k napájení Vrbenských rybníků vodou z řeky Vltavy. V současnosti existuje již jen zlomek původního vodního kanálu.

## Historie a význam
Aby byly Vrbenské rybníky zásobené dostatečným množství vody, nechala městská rada Českých Budějovic v letech 1529 – 1530 vybudovat přes 6 kilometrů dlouhou stoku přivádějící vodu z Vltavy. K řece byla připojená u bývalé valchy, v oblasti dnešního Stecherova mlýna. Dále procházela Litvínovicemi a kolem tehdejšího západního okraje Čtyřech Dvorů, kde později napájela i městská sádka. Následně protínala současnou Husovu ulici a v oblasti současného jižní cípu sídliště Vltava (náměstí Vltava střed) protínala stoku napájející dnes již zaniklou rybniční soustavu u Remlova dvora.
Poté pokračovala mezi Husovou ulicí a západním okrajem zástavby sídliště Vltava a před samotou u Hvízdala se stáčela západně k Vrbenským rybníkům. V těchto místech se z jihozápadního směru připojovalo rameno vycházející z Velkého Vávrovského rybníka. Samotná Zlatá stoka se pak vlévala do Vrbenských rybníků Černiš a později Domin.
Původně byla stoka nazývána jako Hlavní, Litvínovická nebo Černická. Poté (nejpozději však v 18. století) se ujal název Zlatá.

## Pozůstatky
Využití a koryto vodního kanálu se postupem doby vyvíjelo podle aktuálních potřeb. V současné době již původní účel neplní, valná část této vodní stavby neexistuje a dochovaly se jen fragmenty. Část o délce zhruba 1300 metrů zůstala zachována v oblasti Litvínovic a západního okraje parku Stromovka. V Litvínovicích se existence vodního díla odrazila v názvu ulice U Zlaté stoky. Podobně tak v oblasti Čtyřech Dvorů v ulicích Na Zlaté stoce a Na Sádkách.
Při západním okraji sídliště Vltava je poloha koryta zachována pásem stromů, především dubů, který vede od Remlova dvora kolem současné základní školy, dále mezi mateřskou školou a hřištěm a podél Otavské ulice, odkud směřuje k ulici U Hvízdala. V porostu jihozápadně od centra Arpida je zachován přívod z Vávrovského rybníka o délce 480 metrů a pozůstatky původního koryta.